# Пискунови
Пискуновите (Arthroleptidae) са семейство земноводни от разред Безопашати земноводни (Anura).
Таксонът е описан за пръв път от английския биолог Сейнт Джордж Джаксън Миварт през 1869 година.

## Родове
Подсемейство Arthroleptinae
- Arthroleptis – Пискуни
- Cardioglossa

Подсемейство Astylosterninae
- Astylosternus
- Leptodactylodon
- Nyctibates
- Scotobleps
- Trichobatrachus – Космати жаби

Подсемейство Leptopelinae
- Leptopelis